# 吉田奈央 (読売テレビアナウンサー)
吉田 奈央（よしだ なお、1984年7月 - ）は、読売テレビのアナウンサー。

## 来歴
神奈川県横浜市出身。川崎市立西有馬小学校、慶應義塾湘南藤沢中等部・高等部、慶應義塾大学文学部卒業。

### 学生時代
大学時代は東京アナウンスセミナーに通っていた。大学での活動は、学園祭（三田祭）の実行委員会に所属していた。

### 読売テレビに入社
2007年に読売テレビ入社。自社制作テレビアニメ作品の声優として出演することもある。
2012年11月25日に行われた第2回大阪マラソンに出場し、6時間16分25秒で完走。それまでは最長で2kmしか走ったことがなかった。
2015年11月12日、同局社員の3年先輩の30代のプロデューサーと結婚を発表。
2016年9月30日、出演番組で第1子の妊娠を公表。12月1日の『朝生ワイド す・またん!』の放送を最後に産休入り。2017年2月に第1子を出産。
2018年9月18日より産休から復帰。同年12月25日の『朝生ワイド す・またん!』の放送に登場し、同日付で産休入りした斉藤雪乃と入れ替わる形で2019年1月より番組に復帰することを発表した。当面は隔週水曜日を担当し、復帰第1日目は2019年1月9日。
2020年4月初め頃を最後にしばらく『す・またん!』に出演していなかったが、同年7月29日より約3か月ぶりに出演し第2子の妊娠を公表、この日の出演を以って2回目の産休に入った。
2022年11月より2回目の産休から復帰したことをアナウンサーブログにて発表した。
2023年8月17日より約3年振りに『す・またん!』再復帰。2024年4月より隔週金曜MCを務めてたが、同年12月20日OAを以て番組卒業。

## 人物

### 愛称
- 「なおたん」「ヨッシー」「なおぽん」など。森たけしからは「さといも」「おにぎり」「子供」「小学生」「ダーヨシ」などと呼ばれている。
- 尾山憲一からは「姫」と呼ばれている。

### 免許・資格
- 普通自動車免許（AT限定ではなく、マニュアルトランスミッション免許）を所有している（2019年4月24日放送の「朝生ワイド す・またん!」での発言）。

### 家族
- 父は慶應義塾大学理工学部教授であった吉田和夫、母はヴァイオリニスト。妹がいる。

### 交友関係
- フリーアナウンサーの堀友理子（元・朝日放送アナウンサー）とは学生時代からの友人。
- 大学の同期にはTBSの井上貴博やフジテレビの中村光宏、俳優の水嶋ヒロ、テレビ東京の前田海嘉[6]がいる。

## 出演

### 現在の出演番組
- 各種NNNニュース枠内ローカルニュース（不定期）

### 過去の出演番組
- ブラマヨ・チュートのまる金TV 「まる金!びっくり!イベント情報!!」コーナー（2007年9月7日 - 2008年3月28日）
- エンターテイメント特等席 「エントク」（2007年9月17日 - 2007年10月）
- ウキキDEナイト50「吉田奈央のおすすめイベント情報 E-STYLE」（2007年10月20日 - 2008年9月26日）水・金曜
- マヨブラ流（2008年4月5日 - 2009年3月21日）
- ニューススクランブル 「トレかん！」（2007年10月1日 - 2009年3月27日）月・火曜
- ウラナオ（2008年10月1日 - 2009年3月29日）日・金曜 深夜
- ズームイン!!SUPER 関西ローカルパート（2009年4月2日 - 2011年3月31日）木・金曜
- 大阪マラソン2011〜3万人の感動フィニッシュ生中継SP〜（2011年10月30日、第1回大阪マラソンの生中継を組み込んだ特別番組）- 国木田かっぱとともに41.0km地点のリポートを担当
- ウキキのTV研究所（ytvサイト内、2010年 - 2011年）
- つながりファンタジー いつも!ガリゲル→ガリゲル（2010年4月6日 - 降板時期不詳）
- キューン!（2011年4月1日 - 2016年3月27日）
- 情報ライブ ミヤネ屋（不定期）
- 24時間テレビ 関西ローカルパート
- 大阪ほんわかテレビ（「シネマパラダイス」不定期、2007年5月 - ）
- かんさい情報ネットten. - 「とことん満足! おでかけコンシェルジュ」「プロに勝てるか!? シェフvs主婦料理バトル」ナレーター
- ytvアナウンサー向上委員会 ギューン↑（2010年7月17日 - 2016年11月27日・2018年11月15日 - 2020年10月1日）
- 朝生ワイド す・またん!（キャスター、2010年3月29日（番組開始時） - 2016年12月1日、2019年1月9日 - 2020年7月29日、2023年8月17日 - 2024年12月20日）
  - もうすぐ す・またん!
  - ZIP!（関西ローカルパート）
    - 上記同様

  - 2010年3月29日 - 2011年3月30日 月～水曜日 お天気キャスター（週3回）
  - 2011年4月7日 - 2011年9月30日 木・金曜日 お天気キャスター（週2回）
  - 2011年10月5日 - 2011年12月30日 水曜日 司会、金曜日 お天気キャスター（週2回）
  - 2012年1月4日 - 2012年9月26日 火・水曜日 司会（週2回）
  - 2012年10月1日 - 2013年3月29日 月・火・木・金曜日 司会（週2〜4回）
  - 2013年4月3日 - 2016年10月28日 水～金曜日 司会（週3回）
  - 2016年11月2日 - 2016年12月1日 水・木曜日 司会（週2回）
  - 2019年1月9日 - 2020年7月29日 水曜日 司会（隔週＝2週間毎に1回）[7][8]
  - 2023年8月17日 - 2024年3月末 司会代理[9]（不定期）
  - 2024年3月29日 - 2024年12月20日 （隔週）金曜日 総合統括司会
  - 番組開始（2010年3月29日）～2011年9月までは木 - 金曜日のお天気キャスターとして出演しており2011年10月以降は後輩の中谷しのぶと日替わりで担当、また先輩である川田裕美が同年12月末を以って卒業後の2012年1月から司会に就任、以後2013年3月末まで同じく先輩である虎谷温子と日替わりで司会を担当。虎谷が2013年3月末以降産休入りした後は復帰する2016年12月までの期間は基本的に水 - 金曜日を担当（週3回）、2016年11月以降は水・木曜日を担当（週2回）。担当期間中は、直前番組の『もうすぐ す・またん!』にも出演した。また、諸國沙代子（月曜日担当）・中谷しのぶ（火曜日担当）両キャスターが休演した場合には、月・火曜日の放送でキャスター代理を担当。逆に、自身が本来の担当日の放送で休演する場合には、諸國や中谷が代演することもあった。
  - 第1子の懐妊を機に、2016年11月以降は、担当曜日を水・木曜日に変更。金曜日のキャスターを、諸國が務めている。
  - 前述した産前産後休暇を前に、2016年12月1日放送分で一時離脱し、かつてキャスターを務めていた先輩アナウンサーの虎谷温子が、水・木曜日のキャスターとして復帰した。
  - 編成上は『す・またん!』に内包されているため、前述した同番組のシフトに沿ってキャスターを担当。
  - 2020年7月末以降は産前産後休暇（2回目）であったが、休業期間中「す・またん！」公式サイトの出演者一覧には籍が残っていた。
  - 2023年8月17日より約3年振りに「す・またん！」再復帰。再復帰以降は不定期であったが、2024年4月改編より本格的にレギュラー復帰、虎谷不在時に総合統括司会として番組全体進行を指揮する。
- 声〜あなたと読売テレビ（2012年8月8日 - 2016年10月8日、2024年4月20日 - 2024年12月21日）- MC

### 映画
- 逆転裁判（2012年） - テレビ局の記者 役

### テレビアニメ
- 花咲くいろは（2011年） - 桃谷桃子 役
- べるぜバブ（2011年） - 古奈多依子 役
- 輪廻のラグランジェ（2012年） - テレビリポーター 役[10]

### 劇場アニメ
- 名探偵コナン 緋色の弾丸（2021年） - アナウンサー 役